# عظاءة خيلية زائفة
العظاءة الخيلية الزائفة (التسمية الثنائية:†Pseudhipposaurus) هي جنس منقرض من الزواحف تتبع فصيلة العظايا الخيلية من رتيبة البيارميات وأشباهها.